# Z miłości do gwiazd
Z miłości do gwiazd (fr. Mes stars et moi) – francuski film komediowy z 2008 roku w reżyserii Laetitii Colombani. Zdjęcia kręcono w Paryżu oraz w departamentach Dolina Marny (Sucy-en-Brie, Villiers-sur-Marne) i Yvelines (Le Vésinet).

## Opis fabuły
Główny bohater, Robert Pelage, jest zafascynowany gwiazdami francuskiego kina i ciągle miesza w ich życiu. Fascynacja przeradza się w coraz większą obsesję. Nagabywane i dręczone sławne kobiety czują się coraz bardziej zmęczone tą sytuacją. Trzy aktorki Solange, Isabelle i Violette postanawiają zjednoczyć siły i wyrównać rachunki.

## Obsada
- Kad Merad - Robert Pelage
- Catherine Deneuve - Solange Duvivier
- Emmanuelle Béart - Isabelle Séréna
- Mélanie Bernier - Violette Duval
- Juliette Lamboley - Lucie
- Rufus Rufus - Victor
- Maria de Medeiros - Adeline